# Gammelstaden, Helsingfors
För andra betydelser, se Gammelstaden.
Gammelstaden (på finska: Vanhakaupunki) är en stadsdel i Helsingfors stad och en del av Gammelstadens distrikt. 
Namnet kommer från år 1639 då Helsingfors grundades på nytt i nuvarande Estnäs distrikt. År 1550 grundade Sveriges kung Gustav Vasa (1496-1560) Helsingfors vid mynningen av Helsinge å (nuvarande Vanda å) i Helsinge socken. Det var tänkt att Helsingfors skulle tävla med Reval (nuvarande Tallinn) om handeln i Finska viken, men läget inne i den grunda Gammelstadsfjärden var dåligt. Därför flyttades staden år 1640 längre ut mot havet, och den tidigare platsen blev då känd som Gamla staden. Gammelstaden ödelades småningom, varför inga byggnader från 1500- eller 1600-talen finns kvar.  Under andra hälften av 1800-talet uppstod några industrier kring forsen i Vanda å, och Gammelstaden blev ett arbetarsamhälle, inte minst på grund av att det svenska företaget Rörstrand år 1874 uppförde en porslinsfabrik i närbelägna Arabia. År 1889 blev Gammelstaden igen en del av Helsingfors stad, men behöll länge sin lantliga karaktär. Arabia och Gammelstads arbetares förening grundades år 1887 och år 1908 grundades svenskspråkiga Gammelstadens ungdomsförening. Föreningshuset Berghyddan invigdes år 1910, och den skyddade byggnaden hör idag till de enstaka bevarade träbyggnaderna i Gammelstaden.
Ironiskt kan man anta att stadsdelens nuvarande invånarantal inte är märkbart högre än för 500 år sedan. I Gammelstaden finns en del hus och Gammelstadsforsens museikraftverk, som fortfarande producerar små mängder el.

## Fotnoter
1. ↑  Bränn M. Guffen hundra år under eget tak. Svenskbygden 89(2):44-47, 2010

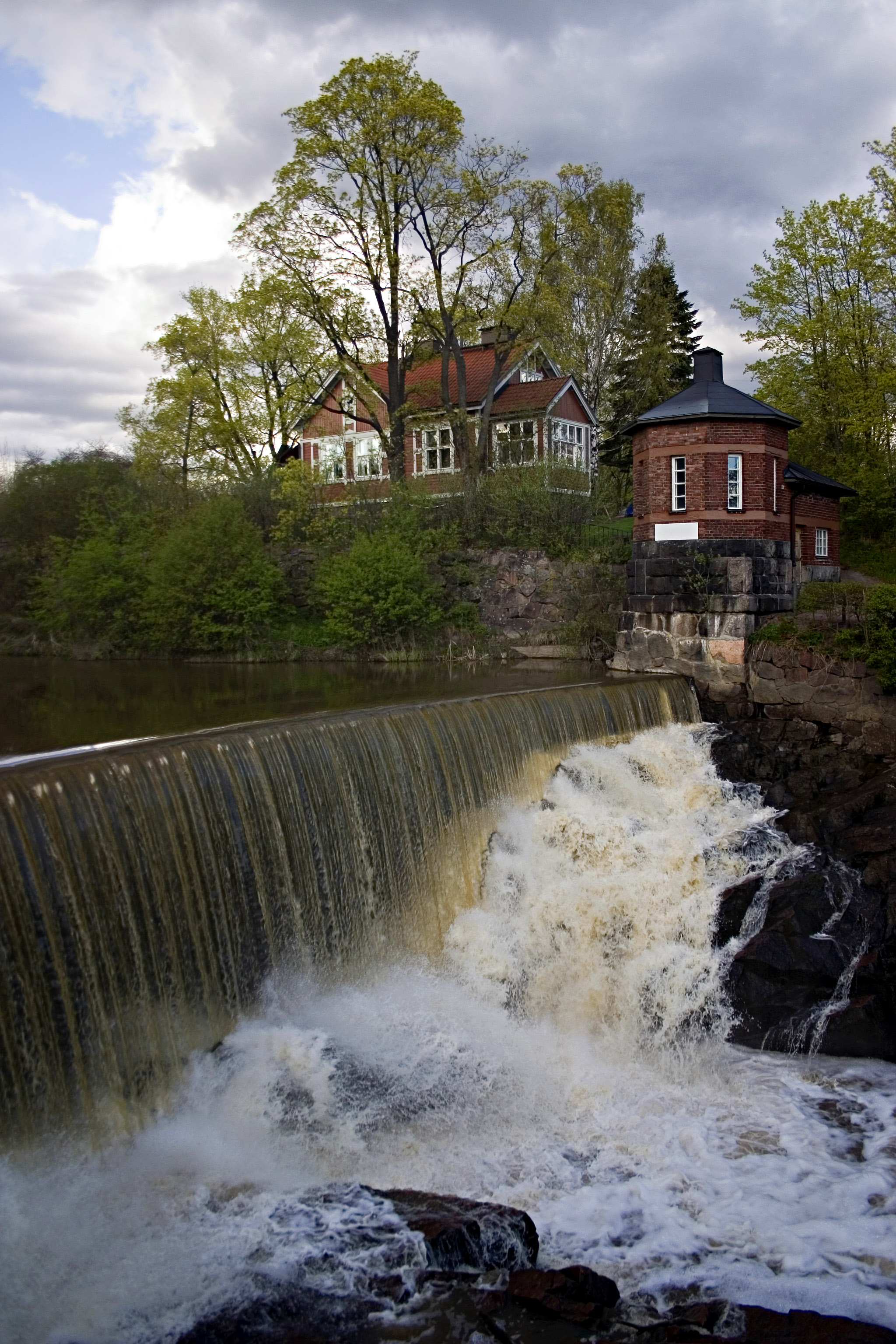
Gammelstadsforsen
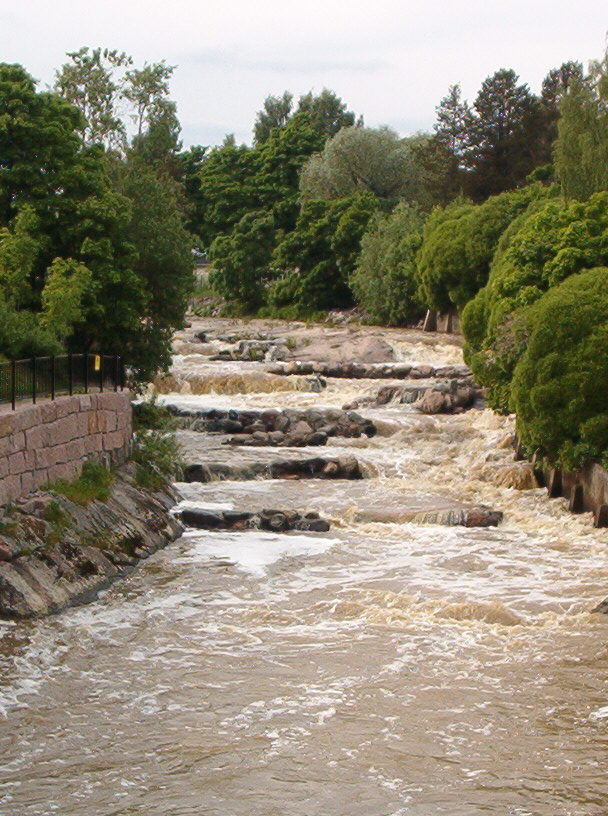
Gammelstadsforsens östra arm
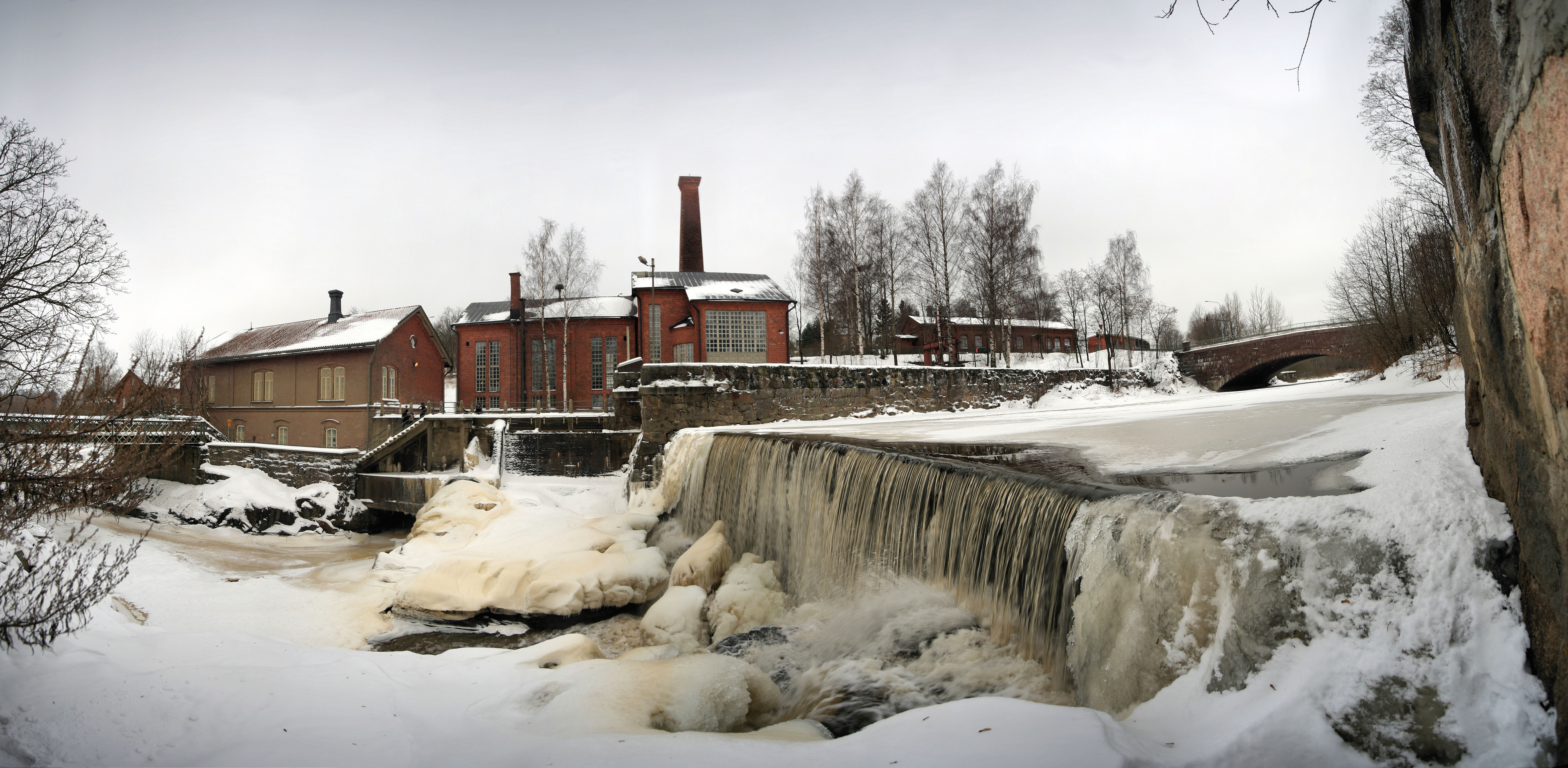
Gammelstadsforsens museikraftverk, julen 2009.
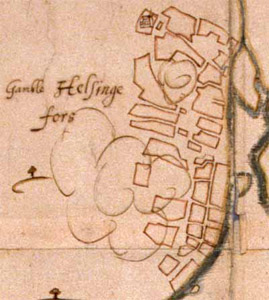
Kartan över Gammelstaden från 1645.